# Vitaliano (console 520)
Flavio Vitaliano (latino: Flavius Vitalianus; Zaldapa, ... – Costantinopoli, luglio 520) è stato un politico e militare goto, che fece carriera nell'amministrazione bizantina.

## Biografia

### Origini e famiglia
Vitaliano nacque a Zaldapa in Mesia Inferiore (solitamente identificata con l'odierna Abrit in Bulgaria nordorientale). Viene definito un "goto" o uno "scita" dalle fonti bizantine. Dal momento che la madre di Vitaliano era sorella di Macedonio II, Patriarca di Costantinopoli nel periodo 496–511, ciò implica che il padre, Patriciolo, fosse di origini barbariche, e che si fosse sposato con una romana. D'altra parte, l'asserzione che fosse un "goto" si basa su una sola fonte siriaca, ed è attualmente considerata dubbia. Allo stesso modo, l'etichetta di "scita" comunemente attribuitagli da alcuni autori coevi non permette di concludere alcunché, dal momento che il termine in questione poteva indicare un abitante della provincia di Scythia Minor, o più generalmente, nel linguaggio classicizzante solitamente adottato nei testi bizantini, qualcuno proveniente dagli estremi confini nordorientali del mondo greco-romano, incentrato sul Mediterraneo; il termine aveva una ampia gamma di accezioni, ed era privo di inequivocabili attributi etnici. Inoltre, dal momento che nessuno dei "monaci sciti", con cui Vitaliano e i membri della propria famiglia sembrerebbero aver avuto una connessione, aveva espresso alcun legame, di sangue o spirituale, con i Goti Ariani che all'epoca reggevano l'Italia, l'ipotesi delle presunte origini gote di Vitaliano appare discutibile. Qualunque fossero state le origini di Patriciolo, il suo nome era latino, mentre dei figli di Vitaliano, i generali Buze e Coutzes avevano nomi traci e Venilo un nome goto. Suo nipote, Giovanni, in seguito divenne generale e si distinse nella guerra contro gli Ostrogoti d'Italia. Parrebbe che Vitaliano provenisse da una famiglia di Daci-Geti (Traci) latinizzati, e fosse nato in Scythia Minor o in Mesia; suo padre portava un nome latino, Patriciolo, mentre dei propri figli due avevano nomi traci e uno un nome gotico.
Secondo le descrizioni dei cronisti, Vitaliano era di bassa statura e balbuziente, ma noto ampiamente per coraggio e abilità militari.

### Rivolta contro Anastasio

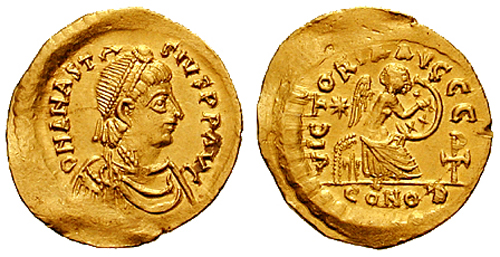
Semissis d'oro dell'imperatore Anastasio I (r. 491–518). Dritto: D N ANASTASIVS P P AVG. Rovescio: VICTORIA AUGGG, XX sullo scudo, CONOB. 2.25 gr.

Vitaliano è menzionato per la prima volta nel 503, allorquando accompagnò il padre nella guerra anastasiana contro i Persiani. Entro il 513, era stato elevato al grado di comes in Tracia, presumibilmente comes foederatorum, ovvero "conte dei foederati", soldati barbari militanti nell'esercito bizantino.
Mentre deteneva questa carica, si rivoltò contro l'imperatore Anastasio I (r. 491–518), sfruttando il diffuso malcontento per le politiche militari, religiose e sociali dell'imperatore. Nel 511 Anastasio aveva apportato delle sostanziali modifiche formali all'inno Trisagion e adottato ufficialmente il dogma miafisita, accrescendo così il malcontento della popolazione calcedoniana dell'Impero, già scontenta per le sue rigide politiche finanziarie. Inoltre Anastasio si era rifiutato di rifornire di annonae ("vettovaglie") i foederati, permettendo a Vitaliano di guadagnarsi rapidamente il sostegno delle truppe regolari di stanza nelle province della Tracia, Moesia II, e Scythia Minor insoddisfatte dell'impopolare magister militum per Thracias Ipazio, nipote di Anastasio. I comandanti subordinati a Ipazio o furono uccisi o si unirono ai ribelli. Allo stesso tempo, atteggiandosi a difensore dell'ortodossia calcedoniana, Vitaliano riuscì ad assicurarsi l'appoggio delle popolazioni locali, che si arruolò in massa nel proprio esercito. Secondo gli storici bizantini coevi, in breve tempo allestì un esercito di 50 000–60 000 uomini, costituito "sia da soldati sia da contadini", e marciò su Costantinopoli, presumibilmente nella speranza che gli abitanti della capitale, in prevalenza calcedoniani, si sarebbero uniti a lui. In effetti, parrebbe che la rivolta di Vitaliano fosse mossa principalmente da ragioni religiose, come sembrerebbero suggerire i tentativi insistenti di raggiungere un accordo con Anastasio. Per contrastare la propaganda di Vitaliano, Anastasio ordinò che fossero innalzate sulle mura di Costantinopoli delle croci di bronzo che riportavano delle iscrizioni incise che presentavano la propria versione dei fatti. L'imperatore, inoltre, ridusse le tasse nelle province della Bitinia e dell'Asia per prevenire una loro eventuale defezione ai ribelli.
Quando le truppe di Vitaliano raggiunsero la capitale, si accamparono nel sobborgo di Hebdomon e bloccarono il lato rivolto verso terra della città. Anastasio optò per le negoziazioni, inviando in qualità di ambasciatore l'ex patrocinatore di Vitaliano, l'ex console e magister militum praesentalis Patricio. In sua presenza, Vitaliano dichiarò i suoi scopi: la restaurazione dell'ortodossia calcedoniana e la risoluzione dei problemi lamentati dall'esercito trace. Vitaliano e i suoi ufficiali furono ammessi da Patricio in città per portare avanti le trattative. Vitaliano però rifiutò, pur consentendo ai suoi ufficiali maggiori di entrarvi il giorno successivo. Gli ufficiali furono ben trattati da Anastasio, che diede loro dei doni e promise che avrebbe risolto i problemi lamentati dai soldati in rivolta. Giurò inoltre che si sarebbe sottomesso al Patriarca di Roma ponendo fine alla disputa religiosa con questi. Al ritorno all'accampamento dei ribelli, questi ufficiali fecero pressioni su Vitaliano affinché accettasse tale accordo. Trovandosi senza alternative, Vitaliano si ritirò, dopo appena otto giorni dal suo arrivo alle porte della capitale, e fece ritorno con i propri uomini in Mesia Inferiore.

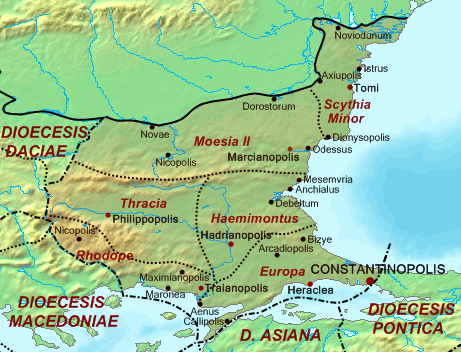
Mappa della Diocesi di Tracia, il teatro di operazioni nel corso della rivolta di Vitaliano.

Anastasio nominò magister militum per Thracias un ufficiale di nome Cirillo, che procedette ad attaccare le truppe di Vitaliano. Dopo alcune schermaglie inconcludenti, Vitaliano riuscì a ottenere, ricorrendo alla corruzione, l'entrata della propria armata a Odesso, la base di Cirillo, nel corso della notte. Cirillo fu catturato nella propria residenza e ucciso. A quel punto, Anastasio si risolse a proclamare Vitaliano  "nemico pubblico" e gli inviò contro una imponente nuova armata – si narra costituita da 80 000 uomini – sotto il comando di Ipazio, mentre un unno di nome Alathar divenne il nuovo magister militum di Tracia. Dopo aver riportato un iniziale successo minore, l'armata imperiale fu costretta a ripiegare verso Odesso (autunno 513). Ad Acris, sulla costa del Mar Nero, gli uomini di Vitaliano attaccarono la loro fortezza di carri approfittando dell'oscurità e gli inflissero una devastante sconfitta: gran parte dell'esercito imperiale fu annientato, con entrambi i generali lealisti fatti prigionieri e trattenuti come ostaggi.
Tale vittoria consolidò la posizione di Vitaliano. Con le spoglie, fu in grado di ricompensare abbondantemente i suoi seguaci, e alla notizia dell'annientamento dell'esercito imperiale, le residue città e fortezze della Mesia Inferiore e della Scizia si arresero ai ribelli. Poco tempo dopo, ebbe un ulteriore colpo di fortuna: a Sozopolis, i suoi uomini intercettarono e catturarono un'ambasceria inviata da Anastasio per riscattare Ipazio, impadronendosi delle 1100 libbre di oro del riscatto. Ipazio, detestato da Vitaliano perché in una occasione aveva osato insultarne la moglie, fu liberato solo un anno dopo. Nel 514, Vitaliano marciò di nuovo su Costantinopoli, servendosi stavolta, in aggiunta al suo esercito terrestre, di una flotta di 200 vascelli provenienti dai porti del Mar Nero, che navigarono lungo il Bosforo minacciando la città anche dal mare. Anastasio fu ulteriormente turbato dallo scoppio di tumulti in città, che cagionarono molte perdite, e si risolse a negoziare ancora una volta con il ribelle. Vitaliano si dimostrò disposto ad accettare, a condizione che fosse nominato magister militum per Thracias e avesse ricevuto denaro e doni dal valore complessivo di 5000 libbre d'oro per il riscatto di Ipazio. Anastasio acconsentì inoltre alla rimozione delle modifiche al Trisagion, la restaurazione dei vescovi calcedoniani deposti, e la convocazione di un concilio ecclesiastico a Costantinopoli in data 1 luglio 515.
Il concilio, tuttavia, non si concretò, a causa del mancato raggiungimento di un compromesso tra papa Ormisda e Anastasio che continuarono a essere in disaccordo sulla questione dello scisma acaciano. Inoltre i vescovi deposti non fecero ritorno nelle loro diocesi. In conseguenza del mancato mantenimento delle promesse di Anastasio, alla fine del 515 Vitaliano mobilizzò il proprio esercito e marciò di nuovo su Costantinopoli. L'esercito di Vitaliano si impadronì del sobborgo di Sycae (odierna Galata), dall'altra parte del Corno d'Oro rispetto alla città, e si accampò in quel luogo. I due magistri militum praesentalis, Patrizio e Giovanni, erano riluttanti a scontrarsi con il loro vecchio amico Vitaliano, per cui Anastasio affidò il comando delle proprie truppe all'ex prefetto del pretorio d'Oriente, Marino, persona di fiducia e influente. Malgrado la mancanza di esperienza militare, Marino sconfisse la flotta ribelle in una battaglia all'ingresso del Corno d'Oro; secondo il resoconto di Giovanni Malala, la vittoria fu conseguita ricorrendo a una sostanza chimica basata sul zolfo inventata dal filosofo Proclo di Atene, una sorta di antesignana del fuoco greco. Marino, successivamente, sbarcò con i propri uomini nei pressi di Sycae e inflisse una sconfitta ai ribelli. Provato dalle perdite inflittegli, Vitaliano e il suo esercito ripiegarono verso nord approfittando delle tenebre. Per celebrare la vittoria, Anastasio condusse una processione al villaggio di Sosthenion, dove Vitaliano aveva stabilito i quartieri generali, e presenziò a una cerimonia di ringraziamento nella celebre chiesa locale dedicata all'arcangelo Michele.

### Vita successiva
Una volta tornato in Tracia settentrionale, Vitaliano si diede alla latitanza, mentre molti dei suoi ex seguaci furono catturati e giustiziati. Nulla è noto sulle sue attività nei tre anni successivi, anche se un breve accenno in una cronaca sembra suggerire che fosse ricomparso e avesse condotto una nuova ribellione armata negli ultimi mesi di vita di Anastasio. Alla morte di Anastasio nel giugno 518, gli successe al trono Giustino I, il comes excubitorum (comandante delle guardie del corpo imperiali). Il nuovo imperatore non perse tempo a prendere misure al fine di rafforzare il proprio potere, liberandosi in breve tempo di parecchi potenziali nemici o rivali. Al contempo, richiamò a Costantinopoli Vitaliano.
Al suo arrivo, Vitaliano fu innalzato al grado di magister militum in praesenti, nominato console onorario, e innalzato al grado di patricius. Essendo un ben noto difensore della ortodossia calcedoniana, Vitaliano doveva ricoprire un ruolo nella riaffermazione, da parte del nuovo regime, delle dottrine calcedoniane e nella riconciliazione con Roma. In effetti svolse un ruolo attivo nelle negoziazioni con il Papa e, nel 519, era tra gli uomini prominenti che scortarono una delegazione papale nella capitale. Vitaliano, inoltre, ottenne la propria vendetta sul Patriarca di Antiochia, Severo, uno zelante monofisita che aveva celebrato la sconfitta di Vitaliano nel proprio panegirico Sul tiranno Vitaliano e sulla vittoria del re Anastasio devoto a Cristo: Giustino condannò Severo al taglio della lingua, e Severo fuggì in Egitto insieme a Giuliano, vescovo di Alicarnasso.
Infine, nel 520 Vitaliano fu nominato console ordinario, condividendo la carica con Rusticio. Nonostante gli onori ricevuti, l'ex ribelle continuava a costituire una potenziale minaccia per Giustino ma soprattutto per l'erede al trono, Giustiniano (r. 527–565). Per tale ragione, nel luglio dello stesso anno fu assassinato all'interno del Gran Palazzo insieme a due dei suoi collaboratori, il segretario Paolo e il domesticus Celeriano. Secondo Giovanni di Nikiu, fu assassinato perché stava tramando una congiura ai danni di Giustino; gran parte dei cronisti, tuttavia, sostengono che il movente del delitto fosse il desiderio da parte di Giustiniano di sbarazzarsi di un potenziale rivale per la successione al trono.